# John McLeod (compositore)
John McLeod (Aberdeen, 8 marzo 1934 – Edimburgo, 24 marzo 2022) è stato un compositore britannico.

## Biografia
Studiò alla Royal Academy of Music con Sir Lennox Randal Francis Berkeley.
Il suo concerto al clarinetto fu premiato al The Queen's Hall di Edimburgo il 13 maggio 2007.
Residente per molti anni a Edimburgo, scrisse per diversi media.